# Agromyza potenillae
Agromyza potenillae är en tvåvingeart som först beskrevs av Johann Heinrich Kaltenbach 1864.  Agromyza potenillae ingår i släktet Agromyza och familjen minerarflugor.
Artens utbredningsområde är Tyskland. Inga underarter finns listade i Catalogue of Life.